# Marian Korczak (podpułkownik)
Marian Korczak (ur. 8 września 1897 w Wilnie, zm. 9–11 kwietnia 1940 w Katyniu) – podpułkownik kawalerii Wojska Polskiego, kawaler Orderu Virtuti Militari, ofiara zbrodni katyńskiej.

## Życiorys
Urodził się 8 września 1897 w Wilnie, w rodzinie Józefa i Marii z Michałowskich. Od 1907 uczył się w szkole realnej w Petersburgu, gdzie w 1914 zdał maturę, a następnie w tym mieście rozpoczął naukę w Instytucie Inżynierii Dróg i Komunikacji. Od 1917 służył w I Korpusie Polskim w Rosji.
Po odzyskaniu przez Polskę niepodległości wstąpił do Wojska Polskiego. W 1919 ukończył Szkołę Oficerską w Dęblinie, w 1919 Kurs ciężkich karabinów maszynowych w Jabłonnie, od 1921 do 1923 Centralną Szkołę Kawalerii w Grudziądzu. Brał udział w wojnie polsko-bolszewickiej, podczas której został dwa razy ranny: 20 maja 1920 pod Tuczą i 4 października 1920 pod Kajdanowem. W 1932 kurs w Centrum Wyszkolenia Piechoty w Rembertowie.
Został awansowany do stopnia rotmistrza ze starszeństwem z dniem 15 sierpnia 1924. 11 października 1926 został przeniesiony do kadry oficerów kawalerii i przydzielony do składu osobowego generała do prac przy Generalnym Inspektorze Sił Zbrojnych, generała brygady Juliusza Rómmla na stanowisko oficera ordynansowego. W listopadzie 1928 został przeniesiony do 10 pułku ułanów w Białymstoku, w którym był adiutantem. 12 marca 1933 został mianowany majorem ze starszeństwem z dniem 1 stycznia 1933 i 4. lokatą w korpusie oficerów kawalerii. W tym samym miesiącu został przeniesiony do 1 pułku ułanów w Augustowie na stanowisko dowódcy szwadronu zapasowego. W lipcu 1935 został przeniesiony do 7 pułku strzelców konnych w Poznaniu na stanowisko kwatermistrza. Był wielokrotnym uczestnikiem i zwycięzcą konkursów hippicznych. Później został przeniesiony do 25 pułku ułanów w Prużanie na stanowisko I zastępcy dowódcy pułku. Na stopień podpułkownika został mianowany ze starszeństwem z 19 marca 1939 i 18. lokatą w korpusie oficerów kawalerii. Na stanowisku zastępcy dowódcy 25 puł. walczył w kampanii wrześniowej. 
27 września 1939 k. Władypola, w drodze do granicy z Węgrami, dostał się do sowieckiej niewoli. Był osadzony w Samborze, Szepetówce, Putywlu. W listopadzie 1939 został przeniesiony do obozu w Kozielsku. Między 7 a 9 kwietnia 1940 został przekazany do dyspozycji naczelnika Zarządu NKWD Obwodu Smoleńskiego. Między 9 a 11 kwietnia 1940 zamordowany przez funkcjonariuszy NKWD w Katyniu i tam pogrzebany. 28 lipca 2000 nastąpiło oficjalne otwarcie w tym miejscu Polskiego Cmentarza Wojennego w Katyniu.

Od 1930 był mężem Zofii z Korybut-Daszkiewiczów (1900–1976), z którą miał córkę Marię (1932–2018).
5 października 2007 minister obrony narodowej Aleksander Szczygło – decyzją nr 439/MON – mianował go pośmiertnie na stopień pułkownika. Awans został ogłoszony 9 listopada 2007 w Warszawie, w trakcie uroczystości „Katyń Pamiętamy – Uczcijmy Pamięć Bohaterów”.

## Ordery i odznaczenia
- Krzyż Srebrny Orderu Wojskowego Virtuti Militari nr 13510[21]
- Krzyż Niepodległości (28 grudnia 1933)[22][23][24]
- Krzyż Walecznych
- Złoty Krzyż Zasługi (10 listopada 1938)[25][26]
- Srebrny Krzyż Zasługi (10 listopada 1928)[27]
- Medal Pamiątkowy za Wojnę 1918–1921
- Medal Dziesięciolecia Odzyskanej Niepodległości
- Odznaka Pamiątkowa Generalnego Inspektora Sił Zbrojnych (12 maja 1936)
- Odznaka za Rany i Kontuzje[28]
- Medal Zwycięstwa („Médaille Interalliée”)

## Upamiętnienie
W ramach akcji „Katyń... pamiętamy” / „Katyń... Ocalić od zapomnienia” Marian Korczak został uhonorowany poprzez zasadzenie Dębu Pamięci w Gnieźnie.